# 루키즘
루키즘(영어: Lookism)은 외모로 사람을 판단하는 것을 말한다. 외모지상주의(外貌至上主義)라고 번역하기도 한다.

## 역사
1970년대 미국 언론에서 처음 쓰기 시작해 미국 《뉴욕 타임스》의 칼럼니스트인 새파이어(William Safire)가 2000년 8월 인종·성별·종교·이념 등에 이어 새롭게 등장한 차별 요소로 지목하면서 부각되기 시작하였다. 그리하여 옥스퍼드 영어 사전에까지 등재된 ‘루키즘(Lookism)’은 외모가 개인 간 우열과 인생의 승패를 가르는 기준이라고 믿으며 집착하는 외모지상주의 내지는 외모차별주의를 말한다. 곧 외모가 연애·결혼 등과 같은 사생활은 물론, 취업·승진 등 사회 생활 전반까지 좌우하기 때문에 외모를 가꾸는 데 많은 시간과 노력을 기울이게 된다는 것이다

## 원인
학자들은 이 같은 경향이 잘난 외모를 선호하는 사회 풍조에서 비롯된 것으로 보고 있다. 아무리 좋은 학교를 나왔다고 하더라도 외모가 받쳐주지 않으면 결혼을 할 수 없고, 학창 시절에 아무리 학점이 좋았더라도 역시 외모 때문에 번번이 면접에서 탈락하다 보니 자연 외모에 신경을 쓸 수밖에 없다는 것이다.
보통 내면보다 피상적인 면을 추구하는 사회에서 주로 볼 수 있다. 학식이나 인격, 지식 등의 결핍에서 오는 일종의 열등 의식에서 비롯 된 것이라 보는 견해도 있다.

## 문제점
그러나 외모에 너무 집착하다 보면 병증으로 발전할 수도 있다는 것이 가장 큰 문제점으로 지적되고 있다. 처음에는 운동이나 가벼운 다이어트 요법 등을 통해 몸매를 가꾸다가, 그래도 안 되면 막대한 시간과 돈을 들여 성형수술을 하고, 그것도 모자라 몇 번씩이나 되풀이하여 성형수술을 하면서 외모를 가꾸는 데 열과 성을 다한다. 이 과정에서 강박증이 생기기도 하고, 심하면 신체변형 장애까지 일어나게 된다.
한국에서도 2000년 이후 루키즘이 사회 문제로 등장하였는데, 영국의 '이코노미스트'지가 UN자료를 인용해 보도한 바에 따르면, 한국은 인구 대비 성형수술을 가장 많이 한 나라이며, 1000명당 16명 정도가 수술을 했고, 서울 여성의 5분의 1이 성형을 했다고 한다. 또한 다이어트 열풍에 휩쓸려 무리하게 살을 빼다가 죽음에 이른 경우도 보고되고 있다. 2015년에는 여의도연구원에서 2014년 10월 2일부터 20일까지 전국 4년제 대학교 68개교 재학생 5,617명(남학생 3,403명 여학생 2,214명)을 상대로 설문을 한 결과 취업을 위해 성형수술을 받을 의향이 있느냐는 질문에 여학생의 21.4%가, 남학생은 6.8%가 '있다'고 답하였다.

## 같이 보기
- 미
- 차별
- 한국의 미를 보는 시선